# Death
Death (engl. ‚Tod‘) war eine Death-Metal-Band aus Tampa, Florida, Vereinigte Staaten. Death werden häufig neben Possessed als Urväter des Death Metal genannt, deren Einfluss bis heute in den Extreme Metal reicht. Der Stil der Band entwickelte sich unter Chuck Schuldiner ständig weiter. Vom rohen und schnellen Death Metal der Anfangstage hin zum technisch anspruchsvollen Technical Death Metal mit Elementen aus dem Progressive Metal. Nach dem frühen Tod von Schuldiner aufgrund eines Gehirntumors wurde die Band 2001 aufgelöst.

## Bandgeschichte

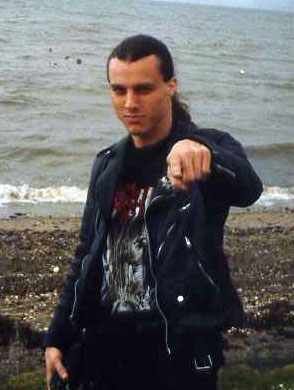
Chuck Schuldiner in Schottland während der InHuman Tour of the World, 1991.

1983 gründete Chuck Schuldiner im Alter von 16 Jahren zusammen mit Rick Rozz und Kam Lee die Band Mantas. Zunächst war Schlagzeuger Lee für den Gesang verantwortlich, doch schon im folgenden Jahr übernahm Schuldiner neben der Gitarre auch den Posten am Mikrofon. Im Sommer 1984 wurde Death by Metal aufgenommen. Die ersten Lieder „klingen brutal und roh, sind noisig, legen aber auch mal einen mitreißenden Groove an den Tag und sind untrennbar ein Teil des Fundaments des Death Metal“. Nach den Aufnahmen wurde Mantas aufgelöst, von Schuldiner jedoch kurz darauf als Death reformiert. Bis 1985 hatte die Formation keinen festen Bassisten, weswegen Schuldiner auf den ersten Demoaufnahmen auch diese Aufgabe übernahm. Allerdings verließen im selben Jahr Lee und Rozz Death und gründeten ihre eigene Band Massacre. Auch die anderen Instrumente der Band verwaisten im Laufe des Jahres.
Nach Intermezzi diverser Gastmusiker nahm Schuldiner 1987 fast komplett in Eigenregie – nur unterstützt von Drummer Chris Reifert – das erste Death-Album Scream Bloody Gore auf. Scream Bloody Gore wurde mit Possessed verglichen, umgekehrt wurde Possesseds 1985 veröffentlichtes Debütalbum Seven Churches auch als von den Death-Demos beeinflusst angesehen. Possessed-Sänger Jeff Becerra schrieb dazu im Interview mit dem Tales of the Macabre: „Chuck was just as inspired by me as I was by him. We are inspired by Motörhead and Exodus at first, but then it was free for all. We're just trying to make music.“
Noch im selben Jahr verließ Reifert die Band wieder, um Autopsy zu gründen, so dass Schuldiner Rozz zurückholte, der seine Bandkollegen von Massacre, Drummer Bill Andrews und Bassist Terry Butler (später Six Feet Under), mitbrachte. In dieser Besetzung wurde 1988 das Album Leprosy aufgenommen. 1989 wurde Rozz entlassen und durch James Murphy (Agent Steel, Hallows Eve, später Cancer, Obituary und Testament) ersetzt und die CD Spiritual Healing veröffentlicht.
Die anschließende Tour geriet zum Fiasko. Ohne Schuldiners Zustimmung und Beteiligung ging der Rest der Band mit einem Gastsänger auf Europatournee, was zur Folge hatte, dass ersterer letztere feuerte und 1991 neue Musiker um sich versammelte. Seine Wahl fiel auf Drummer Sean Reinert, Gitarrist Paul Masvidal (beide von Cynic) und Bassisten Steve DiGiorgio (Sadus). Masvidal und DiGiorgio waren bereits zuvor gelegentlich bei Death eingesprungen. In dieser Besetzung wurde das 1991 erschienene Album Human aufgenommen. Es brach eine neue Phase in der Bandentwicklung an, als Schuldiners Horror-Texte durch tiefgründigere, stellenweise philosophische Betrachtungen ersetzt wurden, die später für die Band in den 1990er Jahren typisch waren. Im Zuge seiner Entwicklung grenzte Schuldiner sich außerdem von seinen frühen Alben ab und erklärte, sie nicht mehr zu mögen und spielen zu wollen, womit er einige Fans enttäuschte. Eric Daniels von Asphyx bezeichnete Schuldiner wegen seiner Attitüde als „wimp“ und „sissy“ (engl. etwa für Weichei), wenngleich er ein großartiger Musiker sei.
Doch auch diese Besetzung hatte keinen Bestand. Auf dem 1993er-Album Individual Thought Patterns war außer Schuldiner lediglich DiGiorgio vom vorigen Line-Up übrig. Das Schlagzeug übernahm Gene Hoglan (ex-Dark Angel), für den seine Arbeit bei Death zum Karrieresprungbrett wurde. Die zweite Gitarre spielte King-Diamond-Gitarrist Andy LaRocque.
Auch das sechste Album, Symbolic (1995), erschien mit veränderter Besetzung. Nur Hoglan war neben Schuldiner übriggeblieben; neuer Bassist war Kelly Conlon, die zweite Gitarre wurde von Schuldiners High-School-Freund Bobby Koelbe übernommen. Nachdem Symbolic auf äußerst zwiespältige Rezeption traf, legte Schuldiner Death auf Eis, um sich seinem Power-Metal-Projekt Control Denied zu widmen. Conlon ging zu Monstrosity und Hoglan wurde Schlagzeuger bei Strapping Young Lad.
Von Control Denied brachte Schuldiner 1998 Gitarrist Shannon Hamm, Bassist Scott Clendenin und Drummer Richard Christy mit, um das letzte Death-Album, The Sound of Perseverance, aufzunehmen. Der Einfluss des Power Metal ist nicht zu überhören; überdeutlich wird er in Form der als Bonustrack auf der CD enthaltenen Coverversion des Judas-Priest-Songs Painkiller.
Nach der anschließenden Tour wurde bei Schuldiner 1999 ein Gehirntumor diagnostiziert. Wie viele andere US-Bürger war Schuldiner nicht krankenversichert, so dass es angesichts seiner bescheidenen finanziellen Lage um seine Genesungschancen schlecht bestellt war.
1999 erschien das einzige Control-Denied-Album The Fragile Art of Existence, auf dem Schuldiner den Power-Metal-Einfluss weiter ausgebaut und den Songs auch progressive Elemente zugefügt hatte. Die Band trat jedoch nie live auf. Schuldiner kam noch dazu, neues Control-Denied-Material zu schreiben und aufzunehmen, doch sein Zustand verschlechterte sich konstant. Trotz großangelegter Spendenaktionen (auch in Deutschland durch das Musikmagazin Rock Hard) und Benefizveranstaltungen (u. a. von der befreundeten Band Testament, in deren Reihen ebenfalls zwei Musiker an Krebs erkrankt waren) reichte Ende 2001 das Geld nicht mehr aus. Nachdem Schuldiner deswegen aus dem Krankenhaus entlassen worden war, starb er nur eine Stunde später am 13. Dezember 2001 im Alter von 34 Jahren an den Folgen seines Krebsleidens.
Schlagzeuger Christy spielte danach zusammen mit Bassist DiGiorgio bei Iced Earth. Er wirkte einige Jahre in der Radio-Show des Moderators Howard Stern mit und gründete danach Charred Walls of the Damned unter anderem mit Steve DiGiorgio, Tim „Ripper“ Owens und Jason Suecof. 2004 wurden zwei CDs mit Control-Denied-Demos und alten Death-Live-Aufnahmen unter dem Titel Zero Tolerance und Zero Tolerance II veröffentlicht.
2011 wurde The Sound of Perseverance neu abgemischt und mit einem neuen Cover wiederveröffentlicht. Dasselbe gilt für Human, das Mitte desselben Jahres neu aufgelegt wurde. Im Oktober folgte dann das neu abgemischte Album Individual Thought Patterns.
Am 24. März 2015 wurde der Tod des letzten Bassisten Scott Clendenin bekannt gegeben. Er hatte länger mit gesundheitlichen Problemen zu kämpfen, jedoch ist es unklar, ob diese für seinen Tod verantwortlich waren.

## Diskografie

### Studioalben
| Jahr | Titel Musiklabel                               | Höchstplatzierung, Gesamtwochen, AuszeichnungChartplatzierungen (Jahr, Titel, Musiklabel, Platzierungen, Wochen, Auszeichnungen, Anmerkungen) | Höchstplatzierung, Gesamtwochen, AuszeichnungChartplatzierungen (Jahr, Titel, Musiklabel, Platzierungen, Wochen, Auszeichnungen, Anmerkungen) | Höchstplatzierung, Gesamtwochen, AuszeichnungChartplatzierungen (Jahr, Titel, Musiklabel, Platzierungen, Wochen, Auszeichnungen, Anmerkungen) | Höchstplatzierung, Gesamtwochen, AuszeichnungChartplatzierungen (Jahr, Titel, Musiklabel, Platzierungen, Wochen, Auszeichnungen, Anmerkungen) | Höchstplatzierung, Gesamtwochen, AuszeichnungChartplatzierungen (Jahr, Titel, Musiklabel, Platzierungen, Wochen, Auszeichnungen, Anmerkungen) | Anmerkungen                                                    |
| Jahr | Titel Musiklabel                               | DE | AT | CH | UK | US | Anmerkungen                                                    |
| ---- | ---------------------------------------------- | --- | --- | --- | --- | --- | -------------------------------------------------------------- |
| 1987 | Scream Bloody Gore Combat Records              | — | — | — | — | US174 (1 Wo.)US | Erstveröffentlichung: 25. Mai 1987 Charteinstieg erst 2016     |
| 1988 | Leprosy Combat Records                         | — | — | — | — | — | Erstveröffentlichung: 12. August 1988                          |
| 1990 | Spiritual Healing Combat Records               | — | — | — | — | — | Erstveröffentlichung: 16. Februar 1990                         |
| 1991 | Human Relativity Records                       | — | — | — | — | US28 (1 Wo.)US | Erstveröffentlichung: 22. Oktober 1991 Charteinstieg erst 2017 |
| 1993 | Individual Thought Patterns Relativity Records | — | — | — | — | — | Erstveröffentlichung: 22. Juni 1993                            |
| 1995 | Symbolic Roadrunner Records                    | DE35 (1 Wo.)DE | AT64 (1 Wo.)AT | CH87 (1 Wo.)CH | — | — | Erstveröffentlichung: 21. März 1995 Charteinstieg erst 2025    |
| 1998 | The Sound of Perseverance Nuclear Blast        | DE60 (1 Wo.)DE | AT35 (1 Wo.)AT | — | — | — | Erstveröffentlichung: 15. September 1998                       |

### Demotapes
- 1983: Death by Metal (als Mantas)
- 1984: Reign of Terror
- 1984: Live at Ruby's Pub (Live)
- 1985: Infernal Death
- 1985: Rigor Mortis
- 1985: Back from the Dead
- 1986: Mutilation

### Sonstiges
- 1992: Fate: The Best of Death (Best of)
- 2001: Live in L.A.
- 2001: Live in Eindhoven – Support Chuck!
- 2004: Zero Tolerance (Zusammenstellung von Demomaterial)
- 2004: Zero Tolerance II (Zusammenstellung von Demomaterial)

### Videoalben
| Jahr | Titel Musiklabel          | Höchstplatzierung, Gesamtwochen, AuszeichnungChartplatzierungen (Jahr, Titel, Musiklabel, Platzierungen, Wochen, Auszeichnungen, Anmerkungen) | Höchstplatzierung, Gesamtwochen, AuszeichnungChartplatzierungen (Jahr, Titel, Musiklabel, Platzierungen, Wochen, Auszeichnungen, Anmerkungen) | Höchstplatzierung, Gesamtwochen, AuszeichnungChartplatzierungen (Jahr, Titel, Musiklabel, Platzierungen, Wochen, Auszeichnungen, Anmerkungen) | Höchstplatzierung, Gesamtwochen, AuszeichnungChartplatzierungen (Jahr, Titel, Musiklabel, Platzierungen, Wochen, Auszeichnungen, Anmerkungen) | Anmerkungen                        |
| Jahr | Titel Musiklabel          | DE | AT | UK | US | Anmerkungen                        |
| ---- | ------------------------- | --- | --- | --- | --- | ---------------------------------- |
| 2018 | Death by Metal MVD Visual | — | — | UK25 (1 Wo.)UK | — | Erstveröffentlichung: 7. Juni 2018 |